# SASMEX

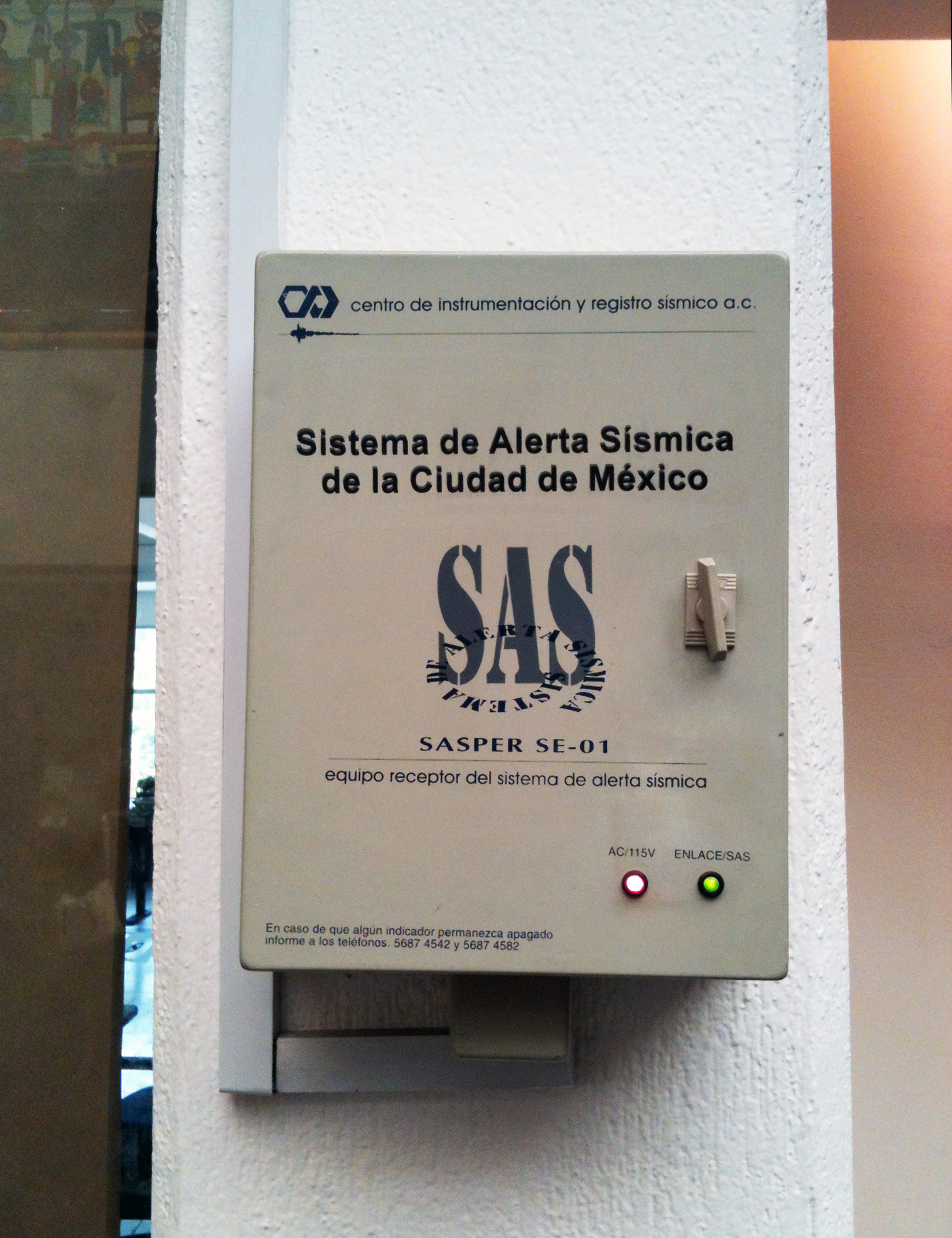
Empfangsgerät für Erdbebenalarm auf dem Gelände der Universität von Mexiko-Stadt

Sistema de Alerta Sísmica Mexicano, kurz SASMEX, ist das mexikanische Erdbebenwarnsystem. Es hat das Ziel, durch Vorwarnung die Opferzahlen sowie Schäden an sensibler Infrastruktur durch Erdbeben zu minimieren.

## Entwicklung
Mexiko liegt in einer der seismisch aktivsten Regionen der Welt. Das verheerende Erdbeben von Mexiko-Stadt 1985 war Anstoß zum Aufbau des weltweit ersten Erdbebenwarnsystems. Seit 1989 wurde daher von der gemeinnützigen Gesellschaft Centro de Instrumentación y Registro Sísmico (CIRES) in Mexiko-Stadt an der Entwicklung des Sistema de Alerta Sísmica (SAS) gearbeitet, das seit August 1991 in Betrieb ist. SAS verbreitete Erdbebenwarnungen in der Metro, an Schulen, Rundfunkanstalten und anderen Einrichtungen im Tal von Mexiko und im Tal von Toluca.
Nach dem Erdbeben vom 15. Juni 1999 beschloss auch die Stadt Oaxaca de Juárez die Errichtung eines Erdbebenwarnsystems. Dieses Sistema de Alerta Sísmica de Oaxaca (SASO) genannte System wurde ebenfalls von CIRES entwickelt und ist seit 2003 in Betrieb.
Die Stadtverwaltungen von Oaxaca und Mexiko-Stadt beschlossen 2005 gemeinsam mit dem mexikanischen Innenministerium die beiden Warnsysteme SAS und SASO in ein gemeinsames System zu integrieren. Es bekam den Namen Sistema de Alerta Sísmica Mexicano (SASMEX). Durch die Errichtung zusätzlicher Sensoren entlang der mexikanischen Pazifikküste können nun weitere Regionen und alle größeren Städte des Landes durch das Warnsystem bedient werden.

## Funktionsweise
Die meisten Erdbeben in Mexiko entstehen in der Nähe des Mittelamerikagraben, wo die Cocosplatte und die Riveraplatte unter der Nordamerikanischen Platte abtauchen (Subduktion). SAS vertraute ursprünglich nur auf die Messung der schnellen Primärwellen (P-Wellen), die im Durchschnitt etwa 60 Sekunden vor den langsameren, aber destruktiven Sekundärwellen (S-Wellen) in Mexiko-Stadt eintreffen. Diese Zeitdifferenz konnte für die Erdbebenwarnung genutzt werden.
SASMEX kann auch durch die Sensoren an der Küste rasch Epizentrum und Magnitude berechnen und diese Daten über Funk übermitteln. Je nach der erwarteten Intensität wird automatisiert ein Präventivalarm oder ein öffentlicher Alarm ausgelöst.
- Präventivalarm: Bei mittelstarken Beben werden lokale Behörden, Rettung, Feuerwehr, sensible Infrastruktureinrichtungen (Verkehrsbetriebe, Elektrizitätswerke, Krankenhäuser etc.) und private Firmen oder Personen, die entsprechende Empfänger installiert haben, alarmiert.
- Öffentlicher Alarm: Bei starken Beben wird zusätzliche zu den beschriebenen Maßnahmen der Alarm ferngesteuert in Rundfunkübertragungen eingespeist. Und über spezielle Funkempfänger wird beim Erhalt der Alarmmeldung ein Warnsignal über Sirenen ausgelöst, in manchen Städten werden über Lautsprecher auf öffentlichen Plätzen voraufgezeichnete Warnungen verlautbart.